# يوحنا تايلور
يوحنا تايلور (بالإنجليزية: John Taylor)‏ (22 يونيو 1949 باسكتلندا في المملكة المتحدة - ) هو مدرب كرة قدم ولاعب كرة قدم بريطاني في مركز حراسة المرمى. لعب مع نادي دمبرتون ونادي سترنرير ‏ ونادي كوينز بارك.